# George Church
George McDonald Church (28 de agosto de 1954) é um geneticista e químico estadunidense.